# Otto Pick (Politikwissenschaftler)
Otto Pick (* 4. März 1925 in Prag; † 20. März 2016 ebenda) war ein tschechischer Politikwissenschaftler und stellvertretender Außenminister.

## Leben
Otto Pick wurde in eine böhmisch-jüdische Familie geboren und wuchs zweisprachig (tschechisch und deutsch) auf. Er besuchte das Englische Gymnasium in Prag, so dass er schon bald auch das Englische als dritte Sprache vorzüglich beherrschte. Einer seiner Mitschüler am Englischen Gymnasium war Ernest Gellner.

### Erste Flucht aus Prag, Zweiter Weltkrieg und Rückkehr nach Prag
Nach der deutschen Besetzung seiner Heimatstadt im März 1939 rettete ihn die Mitnahme auf einem der von Nicholas Winton organisierten Kindertransporte jüdischer Kinder nach England vor dem Lager und dem Tod. Mit seinem Retter Nicholas Winton, der acht Monate vor ihm starb, blieb er bis ins hohe Alter verbunden. Sein Vater, der versucht hatte, nach Polen zu fliehen, kam auf nie geklärte Weise dabei ums Leben. Seine Mutter wurde in das KZ Bergen-Belsen verschleppt. Sie wurde während eines Einsatzes in einem Außenkommando Opfer eines britischen Luftangriffs auf Hamburg.
In England beendete Otto Pick in einem Internat seine Schulzeit. Er wurde zum Studium am Queen’s College der University of Oxford zugelassen und gewann ein Stipendium als Organ Scholar, also mit der Verpflichtung, bei Gottesdiensten der Universität die Orgel zu spielen. Doch zum frühestmöglichen Zeitpunkt, seinem 18. Geburtstag, meldete er sich zur Tschechoslowakischen Exilarmee und wurde Soldat der 1943 aufgestellten Tschechoslowakischen selbständigen gepanzerten Brigade. Bei deren Angriff auf die „Atlantikfestung“ Dünkirchen wurde er im April 1945 leicht verwundet. Mit seiner Brigade rückte er nach Kriegsende in Markt Eisenstein (Železná Ruda) ein, wo sie demobilisiert wurde.
Von dort kehrte Pick ins befreite Prag zurück und nahm das Studium der Rechtswissenschaft an der Karls-Universität Prag auf. Seinen Lebensunterhalt verdiente er durch Englischunterricht und ab 1947 als Dolmetscher für den Militärattaché der US-Botschaft.

### Zweite Flucht aus Prag, akademische Karriere in England, Radio Free Europe in München
Es war vor allem sein Dienst in der Tschechoslowakischen Exilarmee und sein Kontakt zur US-Botschaft, die Pick seit der Machtübernahme der Kommunisten im Februar 1948 „verdächtig“ machten und in Gefahr brachten. Angesichts der drohenden Verhaftung floh er im April 1948, neun Jahre nach seiner ersten Flucht, zum zweiten Mal aus Prag, diesmal nach Deutschland, zusammen mit seiner Frau Zdeňka, die er im selben Monat geheiratet hatte. Kurz darauf ging das junge Paar nach Oxford, wo Otto Pick nun den Studienplatz (im Fach Geschichte) samt Stipendium annahm, den er fünf Jahre zuvor erhalten hatte. Nach dem Examen begann er, für den BBC Monitoring Service in Caversham bei Reading zu arbeiten, der für den BBC World Service wie auch für britische Regierungsstellen Nachrichten aus dem Ausland auswertet. Pick übersetzte anfangs aus dem Tschechischen und aus dem Deutschen, dann stieg er zum leitenden Redakteur des Nachtdienstes von BBC Monitoring auf. Ein Stipendium der Rockefeller-Stiftung ermöglichte ihm ein Aufbaustudium im Fach Politikwissenschaft an der London School of Economics (LSE). An der LSE wurde er promoviert, anschließend arbeitete er dort als Assistent. 1966 wurde Pick an die im selben Jahr gegründete University of Surrey in Guildford berufen. Dort baute er im Fachbereich Politikwissenschaft das Institut für Internationale Beziehungen auf. Seine Forschungsgebiete waren die Außenpolitik und die Sicherheitspolitik. Er wurde zum Dekan der Fakultät für Geistes- und Sozialwissenschaften gewählt und war Pro-vice chancellor (stellvertretender Kanzler mit eigenem Ressort) der Universität. Als die britische Regierung 1981 an den jungen Universitäten einschneidende Sparmaßnahmen durchsetzte, musste Pick die Schließungen von Einrichtungen und die Entlassungen von Mitarbeitern steuern, eine schwierige Aufgabe, die er – wie vielfach bezeugt ist – mit Fairness meisterte.
Gleichwohl mochte Pick danach nicht an der University of Surrey verweilen; er entließ, wie er zu sagen pflegte, „als letzten mich selbst“. 1983 wurde er Direktor des tschechoslowakischen Programms von Radio Free Europe in München. Zudem übernahm er Gastprofessuren in München und an der School of Advanced International Studies (SAIS) der Johns Hopkins University in Bologna.

### Zweite Rückkehr nach Prag
1991 kehrte Pick zum zweiten Mal nach Prag zurück. An der Karls-Universität baute er den nach dem Ende der kommunistischen Herrschaft neu zu konzipierenden Fachbereich Politikwissenschaft auf. Von 1993 bis 1998 war er Direktor des Instituts für Internationale Beziehungen der Karls-Universität. Zugleich war er Direktor der Prager Diplomatischen Akademie (der Ausbildungsstätte der angehenden tschechischen Diplomaten), an der er bis ins hohe Alter unterrichtete.
1998 wurde er zum stellvertretenden tschechischen Außenminister ernannt (bis 2000). Außenminister Jan Kavan betraute ihn insbesondere mit der Integration der Tschechischen Republik in die Strukturen der NATO. Anschließend war er Sonderbotschafter für die Beziehungen mit Deutschland und Österreich. Mit Hans Martin Bury bzw. mit Christoph Zöpel (von deutscher Seite) war er Ko-Vorsitzender des Deutsch-Tschechischen Gesprächsforums. Er war zudem Ko-Vorsitzender von tschechischer Seite des Kuratoriums des Deutsch-Tschechischen Zukunftsfonds.
Otto Pick starb im Alter von 91 Jahren in Prag.

## Ehrungen
- Tapferkeitsmedaille der Tschechoslowakischen Republik (1945)
- Order of St. Michael and St. George (2002)
- Bundesverdienstkreuz[3]

## Schriften

### Als Autor
- mit Julian Critchley: Collective security. Macmillan, London 1974, ISBN 0-333-17344-9.
- Political and ideological aspects. In: Edgar Feuchtwanger, Peter Nailor (Hg.): The Soviet Union and the Third World. Macmillan, London 1981, ISBN 0-333-28736-3, S. 3–11.
- Problems of Adjustment: The Gorbachev Effect in Eastern Europe. In: SAIS Review (School of Advanced International Studies, Johns Hopkins University), Jg. 8 (1988), S. 57–73.
- mit Stefan Sarvas und Stanislav Stach: Democratic Control over Security Policy and Armed Forces. In: Laurent F. Carrel, Otto Pick u. a. (Hg.): Demokratische und zivile Kontrolle von Sicherheitspolitik und Streitkräften (= Zürcher Beiträge zur Sicherheitspolitik und Konfliktforschung, Bd. 41). Forschungsstelle für Sicherheitspolitik und Konfliktanalyse (FSK), ETH Zürich, Zürich 1997, S. 76–120.
- mit Vladimír Handl: Germany and the East Central Europe since 1990. Karolinum, Prag 1999, ISBN 80-246-0041-2.
- Germany, Poland and the Czech Republic. A new era on the eve of EU enlargement? In: German Foreign Policy in Dialogue, Jg. 3 (2002), Nr. 8, S. 2–37.

### Als Herausgeber
- mit Hanns W. Maull: The Gulf war. Regional und international dimensions. Pinter, London 1989, ISBN 0-86187-763-2; andere Ausgabe: St. Martin’s Press, New York 1989, ISBN 0-312-03738-4.
- The Cold War legacy in Europe. Pinter, London 1992, ISBN 0-312-06543-4.
- Zahraniční politika České republiky 1993–2004. Úspěchy, problémy a perspektivy. Ústav Mezinárodních Vztahů, Prag 2004, ISBN 80-86506-39-8 (Übersetzung des Buchtitels: Die Außenpolitik der Tschechischen Republik 1993–2004. Erfolge, Probleme und Perspektiven).